# Aerocaptura

Los pasos de una aerocaptura.

La aerocaptura es una técnica usada para reducir la velocidad de una nave espacial que llega a un cuerpo celeste con una trayectoria hiperbólica para llevarla a una órbita con una excentricidad orbital menor que 1. Utiliza la resistencia creada por la atmósfera del cuerpo celeste para desacelerarse. Solamente se requiere de un paso dentro de la atmósfera por esta técnica, en contraste con el aerofrenado. Sin embargo, esta aproximación requiere de una significativa protección térmica y una guía de lazo cerrado de precisión durante la maniobra. Este nivel de control requiere ya sea de la producción de un impulso significativo, o de propulsores de control de actitud relativamente grandes.

## En la práctica
La aerocaptura no ha sido aún probada en una misión planetaria, pero el salto de reingreso hecho por Zond 6 y Zond 7 sobre el retorno lunar fueron maniobras de aerocaptura, debido a que volvieron una órbita hiperbólica a una órbita elíptica. En estas misiones, debido a que no hubo un intento de elevar el perigeo después de la aerocaptura, la órbita resultante se intersecó de todos modos con la atmósfera, y el reingreso ocurrió en el siguiente perigeo.
La aerocaptura fue originalmente planeada para el módulo Mars Odyssey, pero posteriormente se cambió a aerofrenado por razones de costo y compatibilidad con otras misiones.
La aerocaptura ha sido propuesta y analizada para la llegada al satélite de Saturno, Titán.

## En la ficción
La aerocaptura dentro del ámbito de la ficción puede ser leída en la novela de Arthur C. Clarke 2010: Odisea dos, en la cual dos naves espaciales (una rusa, la otra china) utilizan la aerocaptura en la atmósfera de Júpiter para liberarse de su exceso de velocidad y se posicionan para explorar los satélites de Júpiter. Esto puede ser visto como un efecto especial en la versión en película en la cual únicamente una nave espacial rusa sufre la aerocaptura (llamado incorrectamente en la película como aerofrenado), lo cual es demostrado por medio de efectos especiales.